# Utrka s preprekama
Utrka s preprekama (engl. obstacle course racing (OCR)) je sport u kojem natjecatelj krećući se na nogama mora savladati razne fizičke izazove u formi prepreka. Utrke variraju u duljini, broju prepreka te udaljenosti između prepreka.

## Povijest
Joe De Sena je osnivač Spartan utrke. U svojem životu je završio maratone, ultramaratone, ironmane i pustolovne utrke. 2007. je na svom imanju organizirao utrku pod imenom "Utrka Smrti" koju je završilo 3 od 8 njegovih prijatelja. Utrka, na kojoj osim što se trčalo, moralo se svladati razne prepreke. Već 2009. godine osnovao je Spartan Race. Spartan Race je brand koji organizira utrke s različitim brojem preprepreka i različitih udaljenosti. Prepreke s kojima se suočavaju natjecatelji su raznovrsne; preskakanje zidova različite visine, penjanje užetom na 5 m visine, puzanje ispod bodljikave žice, nošenje kanti ili vreća uzbrdo, bacanje koplja u metu, prelaženje prepreka držeći se samo rukama (karike, šipke,…), prelaženje blatnih rupa gdje se povremeno treba zagnjuriti u blatnu vodu i slično. Nemogućnost dovršavanja prepreke ili zadatka kažnjava se s 30 "marinaca" koji se moraju napraviti pred sucem nakon prepreke koja se ne može završiti.
Spartan utrke nisu prve utrke s preprekama. Utrka pod imenom "Tough Guy" održana je još 1987. Ima ih još nekoliko starijih pod imenom "Rugged Maniac", "Tough Mudder", "Warrior Dash" itd.
International Obstacle Race Federation koja okuplja utrke s preprekama, pustolovne utrke i ninja utrke osnovana je 2014.

## U Hrvatskoj
Zagreb Urban Challenge održava se od 2003.  Dvočlani timovi u limitiranom vremenu moraju obići što više kontrolnih točaka unutar grada i riješiti što više zadataka koji se na kraju boduju sukladno ostvarenom učinku svakog tima. Na raspolaganju imaju limitirano vrijeme da obiđu što više ponuđenih kontrolnih točaka i zadataka. Uz sve standardne pustolovne discipline kao što je brdski bicikl, treking ili veslanje kajaka, natjecatelji se koristite i javnim prijevozom - tramvajima, autobusima, uspinjačom. U utrci ih očekuju i zadaci iznenađenja na koje se treba prilagoditi na licu mjesta; skakanje sa skakačkog tornja u bazen, pjevanje karaoka, pantomima, nalaženje osobe sa slike u pojedinim kafićima, nalaženje životinja u zoološkom vrtu, gađanje iz luka, plivanje, veslanje, spuštanje i penjanje užetom, stand up paddling, rješavanje slagalica i zagonetki...
2012. je u Donjoj Stubici održana Potraga za stubičkim blagom, orjentacijsko-treking natjecanje sa izazovima (košarka, paintbal, streličarstvo, kviz).
"Combat Race" (hrvatski brand) je prvi put održan 2013. u Belom Manastiru.
"Mountain Madness" (hrvatski brand), prva planinska utrka s preprekama u Hrvatskoj, prvi put je održana 2015. u Ravnoj Gori. Mountain Madness Hvar održan je 2018. i 2019. Mountain Madness Winter Edition održana je 2020.
Run like hell u organizaciji Reebok Challenge Club-a održana je 2015. u Zagrebu.
Legionar challenge održan je 2016. u Zagrebu.
Zrinske vatre crosstrail održan je u Zrinskoj gori 2017. To je prva crosstrail utrka u Hrvatskoj.
Crosstrail utrka Voda & Vatra održana je 2018. u Termama Topusko. Utrka je sadržavala poligon s preprekama zanimljivih vizualnih oblika.
Tough Mudder utrka u Hrvatskoj je prvi put održana 2019. u Zagrebu, u organizaciji Tough Mudder Adria. Tough Mudder 5K Urban izazov održan je 2019. u Zagrebu.
"Hog Race" (hrvatski brand) održan je 2020. u Malom Mihaljevcu.
Valens Victorious održana je 2022. u Vinkovcima.
Spartan utrka s preprekama prvi put je u Hrvatskoj održana 2023. u Svetoj Nedelji.
"Challenger Race" (hrvatski projekt) održan u Varaždinu 2023. je hibrid utrke s preprekama i CrossFita.

## Ostalo
Utrka smrti je utrka kojoj natjecatelji prije početka ne znaju duljinu, ni stazu odnosno rutu, niti hoće li okrepa biti omogućena. Rok za završetak utrke je 24 sata, ali utrka često traje višestruko dulje. Utrka uključuje višestruke neobične prepreke namijenjene mentalnom i fizičkom testiranju sudionika po čemu je slična utrkama s preprekama.